# Бандиера, Франц фон
Франц фон Бандиера (Франц Бандиери) (фр. Franz von Bandiera, итал. Francesco Bandiera; 1785—1847) — контр-адмирал австрийской службы.

## Биография
Родился 22 мая 1785 года в семье Доменико Вандиеры и Джованны Донати ди Анкона.
Служил в Королевском флоте Италии. С 1808 года был лейтенантом фрегата.
С 1826 года служил в морских силах Австрии. 19 марта 1830 года в Гибралтаре был представителем Франца II для подписания мира с Марокко.
В 1840 году в качестве контр-адмирала участвовал в завоевании городов Триполи, Бейрута и Сайды.
Ушел в отставку из австрийского военно-морского флота 13 октября 1844 года.
Умер 16 сентября 1847 года на своей вилле.

## Интересный факт
Два сына контр-адмирала — братья Бандиера — прониклись идеями Джузеппе Мадзини, вступили в тайное общество Молодая Италия и вместе с ним пытались освободить Италию от иноземного ига. Организация была раскрыта, Аттилио и Эмилио Бандиера были расстреляны с семью другими товарищами в Ровито коммуны Козенца 25 июля 1844 года.

## Награды
- Награждён орденом Св. Георгия 3-й степени (№ 458, 16 ноября 1840).
- Также был награждён австрийским орденом Леопольда (1829), итальянским орденом Железной короны 2-го класса (1828) и ватиканским Верховным орден Христа.